# Carmanova
Carmanova (ros. Карманово, Karmanowo) – wieś w Mołdawii (Naddniestrzu), w rejonie Grigoriopol, siedziba gminy o tej samej nazwie. W 2004 roku liczyła 1898 mieszkańców.

## Położenie
Miejscowość znajduje się na lewym brzegu Dniestru, pod faktyczną administracją Naddniestrza, w odległości 22 km od Grigoriopola i 67 km od Kiszyniowa.

## Historia
Wioska Carmanova została wspomniana w 1806 roku pod nazwą Neidorf. Była to kolonia niemiecka, która w 1814 roku posiadała 99 gospodarstw domowych. W 1859 roku we wsi było 170 gospodarstw domowych zamieszkanych przez 1690 mieszkańców, kościół luterański i szkoła podstawowa. 100 lat po założeniu wsi w 1906 roku wieś liczyła 323 gospodarstwa domowe zamieszkana przez 1951 mieszkańców. W latach 30. XX wieku we wsi założono kołchoz Karl Liebknecht. W 1946 roku władze radzieckie zmieniły nazwę wsi z Neidorf na Carmanova. W 1949 roku wieś zamieszkiwało 1668 mieszkańców. W Carmanovie otwarto technikum zootechniki i medycyny weterynaryjnej, które wyszkoliło specjalistów z sektora zootechnicznego. We wsi otwarto szkołę kultury ogólnej, 3 biblioteki, powiatowy szpital, aptekę, dom kultury, przedszkole, pocztę oraz kilka sklepów.

## Demografia
Według danych spisu powszechnego w Naddniestrzu w 2004 roku wieś liczyła 1898 mieszkańców, z czego niemal połowę, 917 osób, stanowili Ukraińcy.

## Zabytki
25 sierpnia 1991 roku ku uczczeniu sukcesu manewrów wojskowych operacji jasko-kiszyniowskiej, którymi było pomyślne przejście przez rzekę Dniestr, w mieście powstał pomnik poświęcony żołnierzom wspomnianego wydarzenia, który jest unikatowy na skalę Europy.